# Skógafoss
Skógafoss (pronunciat [skou.aˌfɔs]) és una cascada situada al riu Skógá, al sud d'Islàndia, en els antics penya-segats de la costa. Després que la costa retrocedís cap al mar (que és ara a una distància d'uns 5 quilòmetres de Skógar), els antics penya-segats marins varen romandre paral·lels a la costa i a través de centenars de quilòmetres, creant juntament amb algunes muntanyes una frontera clara entre la terres baixes costaneres i les terres altes d'Islàndia.